# Mark Herman
Mark Herman (* 1954 in Bridlington, Yorkshire) ist ein britischer Filmregisseur.
Nach einem Graphikdesignstudium in Leeds absolvierte von 1983 bis 1986 ein Filmstudium in London. 1992 hatte er sein Langfilmdebüt mit dem Film Blame it on the Bell Boy. Seine beiden international bekanntesten Filme sind die sozialkritische Bergarbeiterkomödie Brassed Off – Mit Pauken und Trompeten und die Verfilmung des erfolgreichen Musicals Little Voice.
Herman schreibt für all seine Filme die Drehbücher selbst. Außerdem veröffentlichte er in England Bände mit Gedichten und machte als Liedtexter auf sich aufmerksam.

## Filme (Regisseur und Autor)
- 1987 – Unusual Ground Floor Conversation (Kurzfilm)
- 1987 – See You At Wembley, Frankie Walsh
- 1992 – Irren ist mörderisch (Blame It On The Bellboy)
- 1993 – The 10 Percenters (nur Autor, Fernsehserie)
- 1996 – Brassed Off – Mit Pauken und Trompeten (Brassed Off) mit Ewan McGregor, Pete Postlethwaite und Tara Fitzgerald
- 1998 – Little Voice mit Ewan McGregor
- 2000 – Purely Belter
- 2003 – Hope Springs – Die Liebe deines Lebens (Hope Springs) mit Colin Firth und Minnie Driver
- 2008 – Der Junge im gestreiften Pyjama (The Boy in the Striped Pyjamas)

## Preise und Auszeichnungen
- 1997 – Emden Film Award des Filmfests Emden-Norderney für Brassed Off
- 1997 – Peter Sellers Award for Comedy für Brassed Off
- 1997 – Lumiére Award für Brassed Off
- 1997 – Grand Prix des Paris Film Festivals für Brassed Off
- 1997 – Spezialpreis der Jury des Tokyo International Film Festivals für Brassed Off
- 1997 – Writers Guild of Great Britain Award für Brassed Off
- 1998 – César für Brassed Off
- 1998 – Deutscher Filmpreis für Brassed Off
- 1998 – Guild Film Award in Silber der AG Kino für Brassed Off
- 2000 – Special Mention des Giffoni Film Festivals für Purely Belter
- 2001 – Bronze Castle und Environment and Health Award des Castellinaria International Festival of Young Cinema für Purely Belter
- 2001 – Director’s Week Award des Fantasporto für Purely Belter